# RST (TCP)
RST è un tipo di flag utilizzato dal protocollo TCP.

Il flag RST appartenente all'header TCP, se inviato permette il reset immediato della connessione.
Il suo uso è raro durante le connessioni normalmente effettuate tra due terminali, ad esempio lo si ottiene mandando un pacchetto di SYN ad una porta disabilitata, ma diventa protagonista in un tipo di attacco informatico chiamato "TCP reset".
Il TCP reset consiste nel far cadere una connessione sfruttando appunto il flag RST. Per fare ciò, l'attaccante deve forgiare un pacchetto contenente questi valori:
- porta sorgente del client;
- porta di destinazione del server;
- indirizzo IP del client;
- indirizzo IP del server;
- uno dei numeri di sequenza della connessione TCP non ancora confermati (acknowledged).

Impostando, in questo pacchetto, il flag RST il server che riceverà il pacchetto dovrà abbandonare la connessione in modo immediato.